# Бодинар-сюр-Вердон
Бодинар-сюр-Вердон (фр. Baudinard-sur-Verdon, окс. Bèudiran) — коммуна на юго-востоке Франции в регионе Прованс — Альпы — Лазурный берег, департамент Вар, округ Бриньоль, кантон Флейоск.
Площадь коммуны — 21,7 км², население — 161 человек (2006) с тенденцией к росту: 202 человека (2012), плотность населения — 9,2 чел/км².

## Население
Население коммуны в 2011 году составляло 199 человек, а в 2012 году — 202 человека.
| 1962 | 1968 | 1975 | 1982 | 1990 | 1999 | 2005 | 2006 | 2010 | 2011 | 2012 |
| ---- | ---- | ---- | ---- | ---- | ---- | ---- | ---- | ---- | ---- | ---- |
| 88   | 40   | 37   | 49   | 67   | 120  | 146  | 161  | 189  | 199  | 202  |

Динамика населения:

## Экономика
В 2010 году из 116 человек трудоспособного возраста (от 15 до 64 лет) 68 были экономически активными, 48 — неактивными (показатель активности 58,6 %, в 1999 году — 63,9 %). Из 68 активных трудоспособных жителей работали 57 человек (32 мужчины и 25 женщин), 11 числились безработными (5 мужчин и 6 женщин). Среди 48 трудоспособных неактивных граждан 7 были учениками либо студентами, 27 — пенсионерами, а ещё 14 — были неактивны в силу других причин.
На протяжении 2010 года в коммуне числилось 86 облагаемых налогом домохозяйств, в которых проживало 176,0 человек. При этом медиана доходов составила 16 637 евро на одного налогоплательщика.